# The Basic Eight
The Basic Eight è il romanzo di debutto dello scrittore statunitense Daniel Handler, pubblicato nel 1998.
Da questo romanzo deriva Lemony Snicket, pseudonimo usato da Handler nei suoi libri per bambini.